# Xingping Xiang
Xingping Xiang (kinesiska: 兴平乡, 兴平) är en socken i Kina. Den ligger i den autonoma regionen Xinjiang, i den nordvästra delen av landet, omkring 290 kilometer söder om regionhuvudstaden Ürümqi. Antalet invånare är 10 871. Befolkningen består av 5 218 kvinnor och 5 653 män. Barn under 15 år utgör 21,0 %, vuxna 15-64 år 74 %, och äldre över 65 år 4,0 %.
Genomsnittlig årsnederbörd är 80 millimeter. Den regnigaste månaden är juni, med i genomsnitt 32 mm nederbörd, och den torraste är mars, med 1 mm nederbörd.